# 천안중앙고등학교
천안중앙고등학교(天安中央高等學校)는 대한민국 충청남도 천안시 동남구 원성동에 있는 공립 고등학교이다.

## 학교 연혁
- 1968년 3월 12일 : 천안중앙고등학교 개교
- 1975년 3월 1일 : 천안중학교에서 분리 이전
- 1991년 1월 10일 : 부설 방송통신고등학교 설립(21학급)
- 2025년 1월 9일 : 제55회 졸업식(439명) (총 졸업생 25,381명)
- 2025년 3월 1일 : 제26대 여원구 교장 부임
- 2025년 3월 4일 : 제58회 입학식(421명) (총 재학생 1,286명)

## 참고 자료
- 천안중앙고등학교 - 한국교육학술정보원 학교알리미